# Hell on Stage
Hell on Stage – drugi koncertowy album Manowar. Pierwsza płyta zawiera wyłącznie kompozycje z pierwszych czterech albumów, natomiast płyta druga zawiera utwory z lat 1988–1996.

## Lista utworów

### CD 1
1. "Metal Daze" (DeMaio)
2. "Dark Avenger" (Ross The Boss/DeMaio)
3. "March For Revenge"(DeMaio)
4. "Hatred" (DeMaio)
5. "Gates Of Valhalla" (DeMaio)
6. "Bridge Of Death" (DeMaio)
7. "William's Tale" (Rossini/DeMaio)
8. "Guyana (Cult Of The Damned)" (DeMaio)

### CD 2
1. "The Warriors Prayer" (DeMaio)
2. "Blood Of The Kings" (DeMaio)
3. "Sting Of The Bumblebee" (DeMaio)
4. "Heart Of Steel" (DeMaio)
5. "Master Of The Wind" (Shankle/DeMaio)
6. "Outlaw" (Logan/DeMaio)
7. "The Power"(DeMaio)
8. "The Crown And The Ring" (DeMaio)

## Twórcy
- Eric Adams – śpiew
- Joey DeMaio – gitara basowa
- Karl Logan – gitary i keyboard
- Scott Columbus – perkusja